# Bjärsholmskobben
Bjärsholmskobben är en ö i Finland. Den ligger i Finska viken och i kommunen Ingå i den ekonomiska regionen  Raseborg i landskapet Nyland, i den södra delen av landet. Ön ligger omkring 43 kilometer väster om Helsingfors.
Öns area är 0,2 hektar och dess största längd är 80 meter i öst-västlig riktning.